# Ла Мі Ран
Ла Мі Ран (кор. 라미란, 羅美蘭, нар. 6 березня 1975, повіт Чонсон, провінція Канвон, Республіка Корея) — південнокорейська акторка.

## Біографія
Ла Мі Ран народилася в маленькому містечку повіту Чонсон, провінції Канвон, Республіки Корея. Свою акторську кар'єру вона розпочала у 2005 році з виконання невеликої ролі у фільмі «Співчуття пані Помста». У наступні декілька років вона зіграла десятки другорядних ролей в фільмах та серіалах, та стала однією з найпопулярніших акторок другого плану Кореї.
Підвищенню популярності Мі Ран сприяла другорядна роль у популярному серіалі «Відповідь у 1988», після чого вона зіграла одну з головних ролей у серіалі «Соціальний клуб „Месники“». У 2016 році Мі Ран разом з ще декількома корейськими зірками стала ведучою розважального шоу «Sister's Slam Dunk» що виходило на KBS, за що отримала нагороду за майстерність ведучої шоу. Навесні 2018 року акторка отримала одну з головних ролей у серіалі «Диво, яке ми зустріли», в якому вдало виконала роль типової корейської домогосподарки яка після раптової смерті чоловіка змушена взяти на себе всю відповідальність за свою родину.
У 2019 році відбулася прем'єра нового фільму головну роль в якому виконала Мі Ран.

## Фільмографія

### Телевізійні серіали
| Рік  | Назва                                           | Роль                        | Мережа |
| ---- | ----------------------------------------------- | --------------------------- | ------ |
| 2009 | «Чоловік попелюшка»                             | Вільвет Лі                  | MBC    |
| 2011 | «Дует»                                          | Об Дукне                    | MBC    |
| 2012 | «Король моди»                                   | робітниця Йонгуля           | SBS    |
| 2012 | «Два королівських серця»                        | камео                       | MBC    |
| 2012 | «Ти мені подобаєшся»                            | Юн Конджа                   | SBS    |
| 2013 | «Чан Ок Чон, Життя в коханні»                   | дружина Чо Сасока           | SBS    |
| 2013 | «Груба міс Йон Е» (12 сезон)                    | Ла Міран                    | tvN    |
| 2013 | «Первісток»                                     | На Місун                    | jTBC   |
| 2013 | «Підозріла домогосподарка»                      | Ян Міджа                    | SBS    |
| 2013 | «Спадкоємці»                                    | мате Мьонсу, (камео)        | SBS    |
| 2014 | «Ти красуня О Ман Бок» (спеціальна драма)       | Нам Місун                   | KBS2   |
| 2014 | «Давай їсти»                                    | камео, (16 серія)           | tvN    |
| 2014 | «Груба міс Йон Е» (13 сезон)                    | Ла Міран                    | tvN    |
| 2014 | «Викрадене серце»                               | Ккансун                     | jTBC   |
| 2014 | «Відьмацька любов»                              | Пек Наре                    | tvN    |
| 2014 | «Проста русалонька»                             | Себлін                      | tvN    |
| 2014 | «Людина-лезо»                                   | Еліза Пак                   | KBS2   |
| 2015 | «Груба міс Йон Е» (14 сезон)                    | Ла Міран                    | tvN    |
| 2015 | «Відповідь у 1988»                              | Ла Міран                    | tvN    |
| 2016 | «Поверніться, Містер»                           | Майя                        | SBS    |
| 2016 | «Джентльмен з ательє Вольгусу»                  | Бок Санньо                  | KBS2   |
| 2016 | «Груба міс Йон Е» (15 сезон)                    | Ла Міран                    | tvN    |
| 2017 | «Соціальний клуб «Месники»»                     | Хон Дохї                    | tvN    |
| 2017 | «Останній тиждень мадам Чан» (спеціальна драма) | мадам Чан                   | KBS    |
| 2018 | «Диво, яке ми зустріли»                         | Чо Йонхва                   | KBS2   |
| 2018 | «Краса всередині»                               | Хан Сегю (10 серія)         | JTBC   |
| 2019 | «Розтопи мене тихо»                             | Кан Ок Бон (камео, 6 серія) | tvN    |
| 2019 | «Чорний пес: Бути вчителем»                     | Пак Сон Сун                 | tvN    |
| 2022 | «Клініка лікара Пака» (Вебсеріал)               | Са Мо Рім                   | TVING  |
| 2023 | «Хороша погана мати»                            | Джін Йон Сун                | JBTC   |

### Фільми
| Рік          | Назва                               | Роль                           |
| ------------ | ----------------------------------- | ------------------------------ |
| 2005         | «Співчуття пані Помста»             | О Су Хї                        |
| 2006         | «Заборонений квест»                 | домашня господарка 1           |
| 2006         | «Вторгнення динозавра»              | камео                          |
| 2006         | «Місія гендерний контроль»          | Ун Ньо                         |
| 2007         | «Напад на банк»                     | Місіс Бон                      |
| 2008         | «Класне життя»                      | камео                          |
| 2008         | «Рум'яна міс»                       | тітка Чун Ньо                  |
| 2008         | «Портрет краси»                     | nobleman's wife                |
| 2009         | «Спрага»                            | медсестра Ю                    |
| 2009         | «Черепаха що біжить»                | камео                          |
| 2009         | «У пошуках слона»                   | вчителька                      |
| 2010         | «Гангстери в сутінках»              | камео                          |
| 2010         | «Ворог до кінця»                    | старша медсестра               |
| 2010         | «Привіт привід»                     | камео                          |
| 2011         | «Діти»                              | екстрасенс, (камео)            |
| 2011         | «Пізній цвіт»                       | медсестра                      |
| 2011         | «Танцююче місто»                    | Рі Чон Рім                     |
| 2011         | «Пенні Пінчерс»                     | власниця                       |
| 2012         | «Королева танцю»                    | Мьон Є                         |
| 2012         | «Продовження ритму»                 | камео                          |
| 2012         | «Коп на подіумі»                    | камео                          |
| 2012         | «Два місяці»                        | На Мі Ран                      |
| 2012         | «Історії жахів»                     | мати                           |
| 2012         | «Торговці людьми»                   | кур'єр, (камео)                |
| 2012         | «Кодове ім'я: Шакал»                | прибиральниця                  |
| 2013         | «Південна межа»                     | Ла Мі Ран, (камео)             |
| 2013         | «Надто звичайна пара»               | Місіс Сон                      |
| 2013         | «Шпигун: Операція під прикриттям»   | Яколт                          |
| 2013         | «Дія»                               | лікар Чхве, (камео)            |
| 2013         | «Надія»                             | дружина Кван Сіка              |
| 2013         | «Вага»                              | жінка з Інчхона                |
| 2014         | «Гаряча молода кров»                | На Йон                         |
| 2014         | «Моя любов, моя наречена»           | мадам                          |
| 2014         | «Великий матч»                      | дружина Йон Хо                 |
| 2014         | «Ода моєму батькові»                | тітка Док Су                   |
| 2015         | «Casa Amor: Ексклюзив для дам»      | Им Сун Ок                      |
| 2015         | «Чудовий кошмар»                    | Мі Сун                         |
| 2015         | «Гімалаї»                           | Чо Мьон Є                      |
| 2015         | «Тигр: Історія старого мисливця»    | дружина Чхіль Гу               |
| 2016         | «Сондаль: Людина, яка продає річку» | буддістка Юн                   |
| 2016         | «Остання принцеса»                  | Бок Сун                        |
| 2017         | «Звичайна людина»                   | Сон Чон Сук (спеціальна поява) |
| 2017         | «Мер»                               | Ян Чін Чжу                     |
| 2018         | «Вище суспільство»                  | Лі Хва Ран                     |
| 2018         | «Близькі незнайомці»                | Кім Со Воль (спеціальна поява) |
| 2019         | «Чувак у мені»                      | О Мі Сон                       |
| 2019         | «Міс та місіс коп»                  | Мі Йон                         |
| 2020         | «Чесний кандидат»                   | Чу Сан Сук                     |
| 2021         | «Новорічний блюз»                   | камео                          |
| 2022         | «Чесний кандидат 2»                 | Чу Сан Сук                     |
| 2022         | «Повертайся додому»                 | Йон Сім                        |
| 2022         | «Родина біля шосе»                  | Йон Сон                        |
| 2023         | «Громадянка Деок Хі»                |                                |
| В очікуванні | «Дай п’ять»                         | Сон Ньо                        |

## Дискографія
| Назва                               | Деталі альбому                                                           | Пікові позиції у чартах | Пікові позиції у чартах | Продажі                    | Альбом               |
| Назва                               | Деталі альбому                                                           | KOR                     | US World                | Продажі                    | Альбом               |
| ----------------------------------- | ------------------------------------------------------------------------ | ----------------------- | ----------------------- | -------------------------- | -------------------- |
| «Shut Up» (featuring Yoo Hee-yeol)  | - Реліз: 1 червня 2016 - Лейбл: KBS Media - Формат: Цифрове завантаження | 3                       | —                       | - Південна Корея: 724,088+ | Сингли поза альбомом |
| «Show Time» (with Lee Sung-kyung)   | - Реліз: 2019                                                            | —                       | —                       | Н/Д                        | Miss & Mrs. Cops OST |
| «RAMIRANI „“라미란이» (with Mirani) | - Реліз: 1 червня 2021                                                   | —                       | —                       | Н/Д                        | Сингли поза альбомом |

## Нагороди
| Рік  | Нагорода                                                | Категорія                                                                    | Робота                         | Результат | Прим.  |
| ---- | ------------------------------------------------------- | ---------------------------------------------------------------------------- | ------------------------------ | --------- | ------ |
| 2010 | 15-й Пусанський міжнародний кінофестиваль               | Краща акторка (Korean Cinema Today — Vision program)                         | «Танцюче місто»                | Перемога  |        |
| 2012 | 49-та Премія Великий дзвін                              | Краща акторка другого плану                                                  | «Королева танцю»               | Номінація |        |
| 2012 | 33-тя Кінопремія Блакитний дракон                       | Краща акторка другого плану                                                  | «Королева танцю»               | Номінація |        |
| 2013 | 34-та Кінопремія Блакитний дракон                       | Краща акторка другого плану                                                  | «Надія»                        | Перемога  | [ 16 ] |
| 2014 | 5-та Премія Корейської асоціації кінорепортерів (KOFRA) | Краща акторка другого плану                                                  | «Надія»                        | Перемога  | [ 17 ] |
| 2014 | 50-та Премія мистецтв Пексан                            | Краща кіноакторка другого плану                                              | «Надія»                        | Номінація |        |
| 2014 | 51-ша Премія Великий дзвін                              | Краща акторка другого плану                                                  | «Надія»                        | Номінація |        |
| 2014 | 35-та Кінопремія Блакитний дракон                       | Краща акторка другого плану                                                  | «Моя любов, моя наречена»      | Номінація |        |
| 2014 | 14-та Премія розваг MBC                                 | Нагорода за майстерність у варьете шоу                                       | «Справжній чоловік»            | Перемога  |        |
| 2015 | 10-та Премія Max Movie                                  | Краща акторка другого плану                                                  | «Ода моєму батькові»           | Номінація |        |
| 2015 | 52-га Премія Великий дзвін                              | Краща акторка другого плану                                                  | «Ода моєму батькові»           | Номінація |        |
| 2015 | 36-та Кінопремія Блакитний дракон                       | Краща акторка другого плану                                                  | «Ода моєму батькові»           | Номінація |        |
| 2016 | 11-та Премія Max Movie                                  | Краща акторка другого плану                                                  | «Гімалаї»                      | Перемога  |        |
| 2016 | 21-ша Премія Chunsa Film Art                            | Краща акторка другого плану                                                  | «Гімалаї»                      | Номінація |        |
| 2016 | 21-ша Премія Chunsa Film Art                            | Спеціальна нагорода за популярність                                          | «Гімалаї»                      | Перемога  | [ 18 ] |
| 2016 | 25-та Кінопремія Буїль                                  | Краща акторка другого плану                                                  | «Гімалаї»                      | Номінація |        |
| 2016 | 52-га Премія мистецтв Пексан                            | Краща кіноакторка другого плану                                              | «Гімалаї»                      | Перемога  | [ 19 ] |
| 2016 | 52-га Премія мистецтв Пексан                            | Краща акторка телебачення                                                    | «Відповідь у 1988»             | Номінація | [ 20 ] |
| 2016 | 52-га Премія мистецтв Пексан                            | Найпопулярніша акторка                                                       | «Відповідь у 1988»             | Номінація |        |
| 2016 | 2-й Фестиваль Scene Stealer                             | Scene Stealer of the Year                                                    | «Відповідь у 1988»             | Перемога  |        |
| 2016 | 10-та Премія Корейського кабельного телебачення         | Популярна зірка                                                              | «Відповідь у 1988»             | Перемога  | [ 21 ] |
| 2016 | 1-ша Премія tvN 10                                      | Scene Stealer, Actress                                                       | «Відповідь у 1988»             | Перемога  | [ 22 ] |
| 2016 | 15-та Премія розваг KBS                                 | Нагорода за високу майстерність у варьете шоу                                | «Sister's Slam Dunk»           | Перемога  |        |
| 2016 | 30-та Премія KBS драма                                  | Краща акторка другого плану                                                  | «Джентльмен з ателье Вольгусу» | Перемога  | [ 23 ] |
| 2016 | 30-та Премія KBS драма                                  | Краща пара (Разом з Чха Ін Пхьо)                                             | «Джентльмен з ателье Вольгусу» | Перемога  | [ 23 ] |
| 2016 | 24-та Премія SBS драма                                  | Спеціальна нагорода (акторки фентезійної драми)                              | «Поверніться, Містер»          | Номінація |        |
| 2016 | 2-га Премія Fashionista                                 | Краща модниця у категорії краса                                              | Н/Д                            | Номінація | [ 24 ] |
| 2016 | 37-ма Кінопремія Блакитний дракон                       | Краща акторка другого плану                                                  | «Остання принцеса»             | Номінація |        |
| 2016 | 53-тя Премія Великий дзвін                              | Краща акторка другого плану                                                  | «Остання принцеса»             | Перемога  | [ 25 ] |
| 2017 | 8-ма Премія Корейської асоціації кінорепортерів (KOFRA) | Краща акторка другого плану                                                  | «Остання принцеса»             | Перемога  | [ 26 ] |
| 2017 | 53-тя Премія мистецтв Пексан                            | Краща кіноакторка другого плану                                              | «Остання принцеса»             | Номінація |        |
| 2017 | 22-га Премія Chunsa Film Art                            | Краща акторка другого плану                                                  | «Остання принцеса»             | Номінація |        |
| 2017 | 26-та Кінопремія Буїль                                  | Краща акторка другого плану                                                  | «Остання принцеса»             | Номінація |        |
| 2017 | 8-ма Премія популярної корейської культури та мистецтв  | Подяка від міністру культури, спорту та туризму                              | Н/Д                            | Перемога  | [ 27 ] |
| 2017 | 31-ша Премія KBS драма                                  | Нагорода за майстерність (акторки одноактної / спеціальної / короткої драми) | «Останній тиждень мадам Чан»   | Перемога  | [ 28 ] |
| 2018 | 54-та Премія мистецтв Пексан                            | Краща акторка другого плану на телебаченні                                   | «Соціальний клуб „Месники“»    | Номінація | [ 29 ] |
| 2018 | 6-та Премія «Зірок МААТР»                               | Краща акторка другого плану                                                  | «Диво, яке ми зустріли»        | Номінація | [ 30 ] |
| 2018 | 32-га Премія KBS драма                                  | Нагорода за майстерність (акторка середньотривалої драми)                    | «Диво, яке ми зустріли»        | Перемога  | [ 31 ] |
| 2018 | 32-га Премія KBS драма                                  | Краща пара (Разом з Кім Мьон Міном)                                          | «Диво, яке ми зустріли»        | Перемога  | [ 31 ] |